# ماري يني
ماري ينِّي عطا الله (1895- 1975 م) أديبة وصحفية لبنانية، عملت في الصِّحافة في وقت مبكِّر من حياتها؛ محرِّرة وكاتبة ومنشئة، وهي صاحبة مجلة منيرفا، وإحدى رائدات النهضة النسائية. وهي شقيقة الأديب والصحفي قسطنطين يني. كانت مُلهمةً لأديب العربية مصطفى صادق الرافعي.

## سيرتها
ولدت ماري ينِّي في بيروت سنة 1895م، وتنتمي إلى أسرة ينّي. وبعد أن تزوَّجت التاجر السوري إبراهيم عطا الله سنة 1926م، عُرفت باسم ماري ينِّي عطا الله، ويُقال إنها من أصل يوناني، لنسبتها (ينِّي) التي تعني الجديد. 
أقبلت منذ نشأتها على تعلم اللغات الأجنبية كالفرنسية، والإنكليزية، والروسية، واليونانية؛ ومارست التعليم في المدارس، ثم اتجهت نحو الصحافة، وأنشأت مجلة منيرفا (آلهة الحكمة باليونانية) في بيروت في 15 أبريل 1923 ورأسَت تحريرها حتى زواجها عام 1926م. ويُقال: إنها بعد توقف مجلتها دعاها خالها المطران أثناسيوس عطا الله إلى تدريس اللغة الفرنسية في مدينة حِمص، في مدرسة البنات التي سُمِّيت فيما بعد المدرسة النسائية، وهناك عرَفت التاجر السوري إبراهيم عطا الله أحد مهاجري حمص في سانتياغو عاصمة تشيلي، فاقترنت به وارتحلت معه، حيث تابعت نشاطها الصَّحَفي والأدبي والاجتماعي في تشيلي، وأنشأت هناك ندوة أدبية توافد عليها الأدباء، واشتَهَرت بخطاباتها الأدبية. وكانت ندوتها الأدبية على غِرار العُصبة الأندلسية والرابطة القلمية، وعملت على إحداث جناح عربي في مكتبة سانتياغو الوطنية.
نشرت مقالاتها في مجلتها ومجلات أُخرى متفرقة. وألَّفت وهي في غربتها (تاريخ تشيلي). وكان بينها وبين عدد من الأدباء رسائلُ متبادلة، منهم مي زيادة، ومصطفى صادق الرافعي. ويذكر الرافعي أن التي ألهمَته حديث القمر فتاة تُدعى ماري ينِّي، التقاها في بحمدون بلبنان سنة 1912، كما أشار إليها في (أوراق الورد) وذكر أن القارئ يعلم من (رسائل الأحزان) أن الحبيبة شاعرة روحانية. وعند سفرها من بيروت إلى المهجر مع زوجها مرَّت بمدينة الإسكندرية وزارت الرافعي في طنطا، وبقيت المراسلات مستمرَّة بينهما وهي في المهجر
وكانت ينِّي في بدايات كتاباتها عام 1916 اتخذت لنفسها اسمًا مستعارًا استترت وراءه وهو (بيروتية)، وبه وقعت مقالاتها التي كانت تنشرها في المجلات التي كانت تراسلها مثل مجلة (النفائس) لصاحبها خليل بيدس، و(الأحوال)، و(الوطن)، و(المراقب)، و(حمص)، و(المهذب). وكذلك كتبت مقالات باسم مستعار آخر هو (عائدة)، ووقعت كتابات أُخرى باسم (لبنانية). وكان أول اسم مستعار لها هو (وداد ريحان) حيث وقعت به أولَ مقالة لها كانت بعنوان (نصيحة مفيدة) ونشرتها (مجلة الحسناء) لصاحبها جورج باز.

## وفاتها
توفيت ماري يني في شهر تموز سنة 1975م، بعد معاناة مريرة مضنية دامت عدة أشهر.